# Ritual (альбом Oomph!)
Ritual — 13-й студийный альбом немецкой группы Oomph!, в жанре Neue Deutsche Härte.

## Об альбоме
Название было объявлено в посте на официальной странице группы в Facebook 15 ноября 2018 года. Группа заявила, что ожидает выхода альбома 18 января 2019 года. 
На следующий день была выпущена официальная обложка альбома, трек-лист, часть песни грядущего сингла «Kein Liebeslied» (рус. — «Песня не о любви»), а также подтверждена дата релиза. 
Песня «Kein Liebeslied» была выпущена 30 ноября 2018 года в качестве первого сингла альбома.
Второй сингл альбома «Tausend Mann und ein Befehl» был выпущен 4 января 2019 года. 
В конце недели релиза Ritual занял первую строчку как лучший альбом в Германии. Однако ни один из двух синглов альбома пока не попал в чарты (по состоянию на февраль 2019 года).

## Трек-лист
| №   | Название                                        | Русский перевод            | Длительность |
| --- | ----------------------------------------------- | -------------------------- | ------------ |
| 1.  | «Tausend Mann und ein Befehl»                   | Тысяча людей и один приказ | 4:19         |
| 2.  | «Achtung! Achtung!»                             | Внимание! Внимание!        | 3:37         |
| 3.  | «Kein Liebeslied»                               | Песня не о любви           | 3:36         |
| 4.  | «Trümmerkinder»                                 | Дети руин                  | 4:20         |
| 5.  | «Europa (feat. Chris Harms / Lord of the Lost)» | Европа                     | 4:25         |
| 6.  | «Im Namen des Vaters»                           | Во имя отца                | 3:56         |
| 7.  | «Das Schweigen der Lämmer»                      | Молчание Ягнят             | 3:49         |
| 8.  | «TRRR - FCKN - HTLR»                            | ТРРР - ЕБН - ГТЛР          | 3:32         |
| 9.  | «Phönix aus der Asche»                          | Феникс из Пепла            | 4:22         |
| 10. | «Lass' die Beute frei»                          | Отпусти Добычу             | 4:13         |
| 11. | «Seine Seele»                                   | Его душа                   | 4:09         |

### Бонусные треки
Данные песни доступны только при покупке виниловых и коробочных изданий
| №   | Название                                                    | Русский перевод | Длительность |
| --- | ----------------------------------------------------------- | --------------- | ------------ |
| 12. | «In der Stille der Nacht (Bonus Track)»                     | В тишине ночи   | 4:14         |
| 13. | «Lazarus (Bonus Track)»                                     | Лазарь          | 4:39         |
| 14. | «TRRR - FCKN - HTLR (Lord Of The Lost Remix) (Bonus Track)» |                 | 3:22         |
| 15. | «Ich bin ein Fels»                                          | Я - Скала       | 5:01         |

## Синглы
- «Kein Liebeslied»
- «Tausend Mann und ein Befehl»

## Позиции в чартах
| Страна    | Позиция |
| --------- | ------- |
| Австрия   | 12      |
| Германия  | 1       |
| Швейцария | 24      |